# Robert Wilson (reżyser)
Robert Mims Wilson (ur. 4 października 1941 w Waco, zm. 31 lipca 2025 w Water Mill) – amerykański reżyser.
Uważany był na świecie za czołową postać teatralnej awangardy XX wieku. Jego praca sceniczna zawierała szeroką gamę środków artystycznych, łączących ruch, taniec, malarstwo, reżyserię światła i dźwięku, estetykę umeblowania, rzeźbę, muzykę i tekst, przy czym elementy te zespalają się w doskonale jednolitą całość. Jego wizje posiadają wielką siłę estetyczną i emocjonalną zarazem, a dzieła spotykają się z entuzjastycznym przyjęciem krytyki i publiczności na całym świecie. Tworzył na całym świecie, nadając kierunki teatralnym poszukiwaniom i będąc inspiracją dla wielu współczesnych twórców.

## Życiorys
Robert Mims Wilson przyszedł na świat 4 października 1941 roku w Waco w stanie Teksas.
W 1959 rozpoczął studia administracyjne na wydziale prawa na Uniwersytecie Teksański w Austin. W tym czasie zaczął malować i po trzech latach rzucił studia i wyjechał do Paryża. Tam przez rok 1962 pod okiem George’a McNeila studiował malarstwo w American Center. Po powrocie do Stanów przeniósł się do Nowego Jorku i w wieku dwudziestu dwóch lat zaczął studiować projektowanie wnętrz w Pratt Institute na Brooklynie, na wydziale architektury i sztuk plastycznych (dyplom zdobył w 1965). Ponadto uczęszczał na wykłady Sibyl Moholy-Nagy (wdowie po artyście László Moholy-Nagy) oraz stacjonował u Paola Soleriego w Arizonie, studiując u niego architekturę. W tym czasie zaczął się też żywo interesować happeningiem i teatrem eksperymentalnym oraz sceną taneczną, prężnie się w tym czasie rozwijającą w Nowym Jorku. Największe wrażenie zrobiła na nim praca choreografa George’a Balanchine’a, a także Jerome’a Robbinsa, Marthy Graham oraz wspólnych projektów Merce’a Cunninghama i Johna Cage’a. W jego mieszkaniu na Manhattanie, które było również pracownią i warsztatem, regularnie gromadzili się członkowie założonej przez niego w 1965 komuny The Byrd Hoffman School of Byrds (nazwanej na cześć nauczycielki tańca i terapeutki, która pomogła mu w wieku młodzieńczym przezwyciężyć poważne trudności związane z jąkaniem i była, jak sam wspomina, pierwszą artystką jaką spotkał w życiu).
Wilson podjął pracę jako pomocnik i terapeuta, najpierw w Harlemie z dziećmi z problemami w uczeniu się, później w szpitalu na Brooklynie. Tam pracował z dziećmi z uszkodzeniem mózgu, cierpiącymi na nadpobudliwość, autystycznymi oraz z przewlekle chorymi dorosłymi. Na zajęciach, które tam z nimi prowadził, wspólnie rzeźbili, malowali, robili przedstawienia taneczne i teatralne. Wykorzystywał tu doświadczenia wyniesione z zajęć prowadzonych przez Bird Hoffman, jak i ze współpracy z artystami i naukowcami poznanymi w Nowym Jorku (m.in. Daniel Stern).
W 1969 miała miejsce premiera The King of Spain, spektaklu powstałego we współpracy z Raymondem Andrewsem, 13-letnim, afroamerykańskim, głuchoniemym chłopcem, którego wcześniej Wilson zaadoptował i wziął pod opiekę. Przedstawienie ewoluowało do formy 12-godzinnego widowiska The Life and Times of Sigmunt Freud („Życie i czasy Zygmunta Freuda”). W 1971 w Paryżu miała miejsce premiera przełomowego dzieła Wilsona – Deafman Glance („Spojrzenie głuchego”) – siedmiogodzinny seans teatralny bez słów, wypełniony surrealistycznymi sekwencjami scenicznych obrazów. Przedstawienie odniosło niebywały sukces, a Wilsonowi przyniosło rozgłos i uznanie. Rok 1972 to realizacja w Sziraz (Iran) KA MOUNTain and GUARDenia TERRACE – widowiska trwającego nieprzerwanie 7 dni i 7 nocy podczas międzynarodowego festiwalu, który miał tam miejsce.
Przełomowym momentem dla Wilsona było spotkanie Christophera Knowlesa, autystycznego chłopaka, który zafascynował Wilsona tworzoną przez siebie poezją. Ich współpraca zaowocowała przedstawieniem A Letter to Queen Victoria („List do królowej Wiktorii”). Knowles odcisnął ogromne piętno na twórczości Wilsona i wielokrotnie współpracowali przy kolejnych projektach. W 1976 odbyła się światowa prapremiera przełomowego (tak dla historii teatru, jak i kariery samych jej twórców) dzieła Einstein on the Beach („Einstein na plaży”), przy powstawaniu której Wilson współpracował z kompozytorem Philipem Glassem.
Na początku lat 80. Wilson pracował nad widowiskiem, które miało zostać pokazane jako główne wydarzenie programu artystycznego towarzyszącego Letnim Igrzyskom Olimpijskim w Los Angeles w 1984. CIVIL warS: A Tree Is Best Measured When It's Down („Wojny domowe: drzewo najlepiej mierzyć, gdy jest ścięte”) – mające trwać dwanaście godzin epickie widowisko, z udziałem niemal pięciuset wykonawców, przygotowywane było na pięciu kontynentach świata, grane w dziewięciu językach, mieszczące w sobie różne estetyki i konwencje teatralne całego globu, opowiadające historię ludzkości. Niestety w ostatnim momencie realizacja została odwołana przez komitet olimpijski i przedsięwzięcie nigdy nie zostało pokazane w pełnym, zamierzonym kształcie. Warstwę muzyczną przygotowywali Philip Glass, David Byrne oraz Gavin Bryars.

## Język
Język i mowa były jednymi z najważniejszych elementów teatru Roberta Wilsona. Wilson postrzegał język i jego składniki – słowa jako rodzaj „społecznego artefaktu”. Język ulega przemianom nie tylko w czasie, ale także zmienia się z daną osobą, kulturą. Używając swojego doświadczenia w pracy z umysłowo upośledzonymi dziećmi, lecz przede wszystkim pracując z autystycznym poetą Christopherem Knowlesem, Wilson zaatakował język od wielu stron, ukazując w ten sposób, jak jest trudny do uchwycenia i jak wiecznie się zmieniający może być język. Typograficzne ujmowanie słów jest kolejnym sposobem, w jaki Wilson ukazywał piękno języka. Niejednokrotnie jego projekty scenograficzne, plakaty, foldery są wypełnione i pokryte słowami jako graficznymi znakami. To pozwala odbiorcy widzieć raczej „język sam w sobie” niż „rzeczy i znaczenia, do których odsyła”.
Brak języka jest również esencjonalny w działalności Wilsona. Na podobnej zasadzie jak artysta, który używa zarówno pozytywu, jak i negatywu w swojej pracy, Wilson używa hałasu i ciszy. Pracując nad Królem Learem, Wilson mimochodem opisał swoją potrzebę ciszy:
„To, jak szkoleni są tu aktorzy, jest złe. Całe ich myślenie sprowadza się do interpretowania tekstu. Martwią się o to, jak wymawiać słowa, nie wiedząc przy tym nic o swoich ciałach. Widzisz, że chodzą przy okazji. Nie mają świadomości gestu w przestrzeni. Dobry aktor potrafi ujarzmić publiczność ruszając jednym tylko palcem.
Kładzenie nacisku na ciszę widać ewidentnie w niektórych jego produkcjach. Deafman glance („Spojrzenie głuchego”) jest sztuką bez słów, a jego adaptacja Kwartetu Heinera Müllera zawiera piętnastominutowy, milczący prolog. Inną techniką, jakiej używa Wilson, jest to, jak słowa mogą nabierać innego znaczenia w zależności od tego, kto je wypowiada. W spektaklu I was sitting on my patio this guy appeared I thought I was hallucinating grała dwójka aktorów, przy czym oboje wypowiadali jeden po drugim ten sam monolog będący strumieniem świadomości. Pierwsza postać miała grać powściągliwie i zimno, druga zaś zwariowanie i komediowo, ciepło i kolorowo. Wypowiedzenie dokładnie tego samego tekstu na dwa zupełnie różne sposoby sprawiało, że publiczność z trudem mogła uwierzyć, że słyszała dwa razy ten sam monolog. Wilson zamiast mówić publiczności, co słowa znaczą, otwierał je na interpretacje, przedstawiając ideę, która mówi, iż „znaczenia nie są uwiązane do słów jak koń uwiązany do słupa”.

## Ruch
Ruch i choreografia były kolejnym kluczowym elementem w pracy Wilsona. Sam będąc tancerzem, widział, jak ważny jest sposób, w jaki aktor się porusza, i jaką ma to wagę. Pracując nad „sztuką bez słów” When we dead awaken Ibsena, tak wypowiadał się Wilson:
Pracuję nad ruchem, zanim przystąpię do pracy z tekstem. Później złączymy tekst i ruch. Ruch opracowuję na samym początku, żeby mieć pewność, iż nie będzie potrzebował słów, aby być wystarczająco silny i mógł utrzymać się na własnych nogach. Ruch musi mieć swoją własną strukturę i rytm. Nie może podążać za tekstem. Może wzmacniać tekst, nie ilustrując go. To, co widzisz, i to, co słyszysz, to dwie różne warstwy. Kiedy je później składasz, tworzysz kolejną teksturę.

## Światło
W teatrze Wilsona najważniejsze było światło. Niezależnie czy pracował nad spektaklem, aranżacją wystawy, instalacją czy wideo – przywiązywał ogromną wagę do tego elementu, poświęcając mu niezwykle dużo uwagi i czasu. Scenę, wraz z całą dekoracją i pozostałymi elementami, traktuje jak malarskie płótno, a światło było dla niego farbą. Partytura światła w spektaklu zbudowana była na zasadzie muzycznej kompozycji, która płynie w czasie, posiada swoją dramaturgię.

## Rekwizyty
Wilson był również bardzo zaangażowany w powstawanie rekwizytów do spektaklu i swoich instalacji. Doglądał uważnie każdego etapu ich powstawania i potrafił wielokrotnie odsyłać do poprawki kolejne wersje danego przedmiotu, dopóki nie był w pełni usatysfakcjonowany. Każdy z nich traktował jak niezależne dzieło sztuki, rzeźbę. Wielokrotnie takie przywiązanie uwagi do szczegółu i umiłowanie perfekcji prowadziło do powstawania bardzo drogich rekwizytów, które później trafiały do muzeów oraz na aukcje i sprzedawane są jako rzeźby, osiągając czasami ceny rzędu nawet kilkudziesięciu tysięcy dolarów.

## Ważniejsze realizacje teatralne
- The King of Spain, 1969
- The Life and Times of Sigmund Freud („Życie i czasy Zygmunta Freuda”), 1969
- D’eafman Glance („Spojrzenie głuchego” – z Raymondem Andrewsem), 1971
- KA MOUNTain and GUARDenia Terrace, 1972
- The Life and Times of Joseph Stalin („Życie i czasy Józefa Stalina”), 1973
- A Letter from Queen Victoria („List do królowej Wiktorii” – z Christopherem Knowlesem), 1974
- Einstein on the Beach („Einstein na plaży” – z Philipem Glassem), 1976
- Death Destruction & Detroit („Śmierć, Zniszczenie i Detroit”), 1979
- the CIVIL warS, 1984
- Król Lear Szekspira, 1985
- Hamletmaszyna Heinera Müllera, 1986
- Alcestis Eurypidesa, 1986–1987
- Death Destruction & Detroit II („Śmierć, Zniszczenie i Detroit II”), 1987
- Kwartet Heinera Müllera, 1987
- The Black Rider (z William S. Burroughs oraz Tomem Waitsem), 1990
- Parsifal Wagnera, Hamburg 1991[7]
- Alice (z Tomem Waitsem i Paulem Schmidtem), 1992
- Doctor Faustus Lights the Lights Gertrude Stein, Hebbel Theatre (Berlin) 1992
- Skin, Meat, Bone (z Alvinem Lucier), 1994
- Timerocker (z Lou Reedem), 1997
- O Corvo Branco (z Philipem Glassem), Teatro Camões (Lisbon), 1998
- Monsters of Grace (z Philipem Glassem), 1998
- Lohengrin Wagnera, Metropolitan Opera NYC, 1998
- The Flight across the Ocean Bertolda Brechta dla Berliner Ensemble, 1998
- The days before – Death Destruction & Detroit III (z Ryuichi Sakamoto), Lincoln Center 1999
- Pierścień Nibelungów Wagnera, Zurich Opera
- POEtry (z Lou Reedem), 2000
- Hot Water (z Tzimon Barto), 2000
- Persephone, 2001
- Woyzeck Georga Büchnera (z Tomem Waitsem), 2002
- Richard Strauss’s Die Frau ohne Schatten, Opéra National de Paris (Opéra Bastille), 2002
- Isamo Noguchi exhibition, 2003
- Black Rider, Barbican Arts Centre, Londyn 2004 (z Marianne Faithfull jako Pegleg)
- I La Galigo (na podstawie indonezyjskiego eposu), 2004
- Jean de La Fontaine’s The Fables, 2005
- Ibsen’s Peer Gynt, Norwegia 2005
- Leonce i Lena Büchnera
- VOOM Portraits, exhibition, ACE Gallery w Los Angeles 2007
- Opera za trzy grosze Brechta, Berliner Ensemble – Berlin 2007
- Rumi, Opera Narodowa w Warszawie, 2008
- Faust Charles’a Gounoda, Opera Narodowa w Warszawie, 2008
- Sonnets (na podstawie sonetów Shakespeare’a z muzyką Rufusa Wainwrighta) w Berliner Ensemble – Berlin 2009
- Solidarność, Twój anioł Wolność ma na imię – Gdańsk, 31 sierpnia 2010